# Séforis

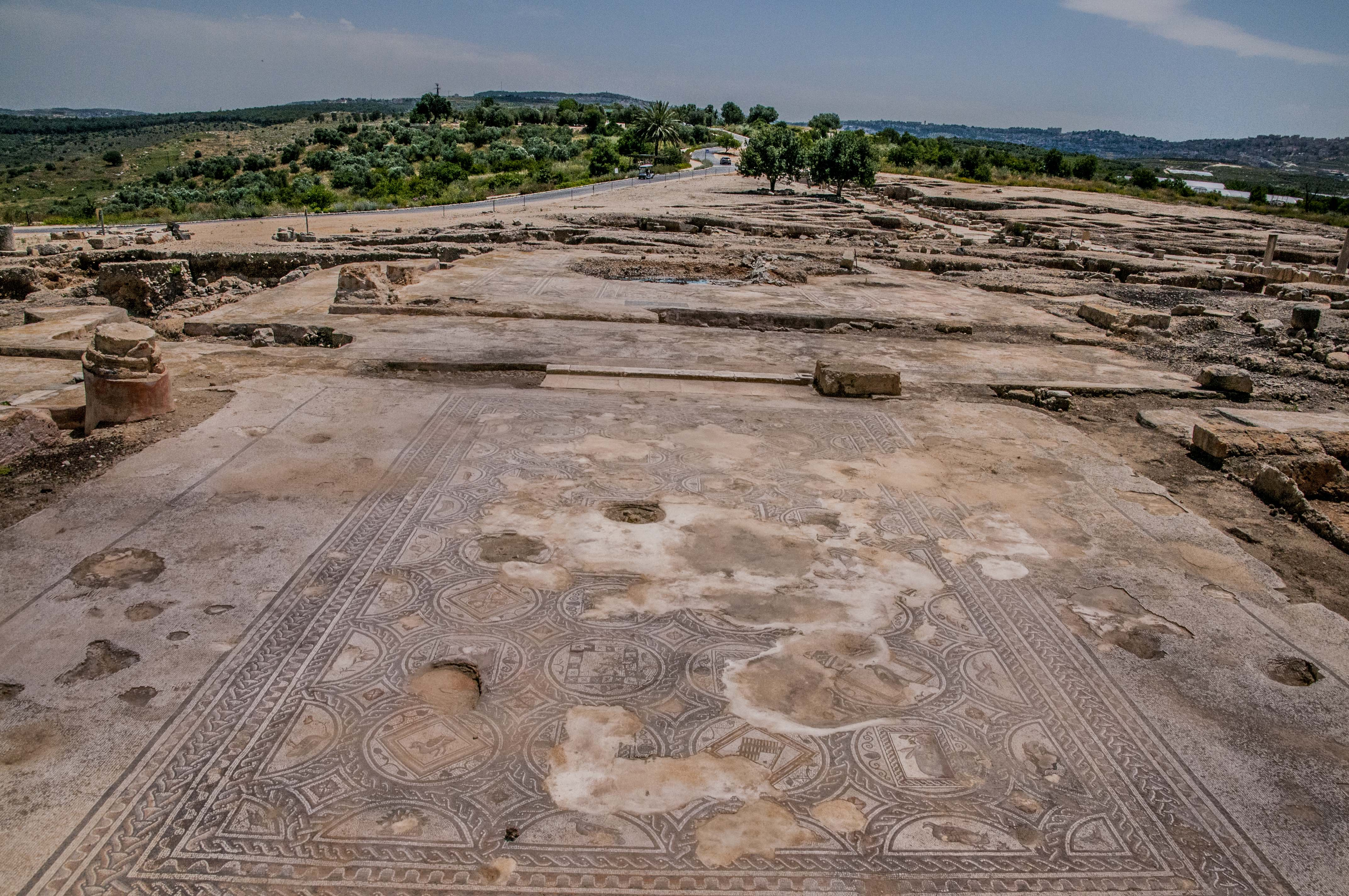
Piso de Séforis

Séforis (em grego clássico: Σεπφώρις; romaniz.: Sepphóris), conhecida também como Diocesareia, foi, no tempo de Herodes, o Grande, uma importante cidade e o centro administrativo da Galileia. Após a morte de Herodes, a cidade foi centro da Rebelião na Galileia. Com o esmagamento da rebelião, a cidade foi praticamente destruída. Nazaré, onde viviam Maria e seu filho Jesus durante estes acontecimentos, fica nos seus arredores, a 7 km. Hoje, as proporções inverteram-se: Nazaré é a cidade principal e Séforis é uma aldeia nos seus arredores.